# Chiara Gazzoli
Chiara Gazzoli (ur. 21 sierpnia 1978 w Cernusco sul Naviglio, Włochy) – włoska piłkarka, grająca na pozycji napastnika.

## Kariera piłkarska

### Kariera klubowa
Wychowanka klubu Martesana Parma. W 1994 rozpoczęła karierę piłkarską w A.C.F. Milan. Potem występowała w klubach Foroni Verona i Torres CF. Latem 2005 przeniosła się do Fiammamonzy, w której zakończyła karierę piłkarską w roku 2007.

### Kariera reprezentacyjna
W latach 1999–2007 broniła barw narodowej reprezentacji Włoch. Rozegrała 35 meczów i strzeliła 13 goli.

## Sukcesy i odznaczenia

### Sukcesy piłkarskie
Milan
- mistrz Włoch: 1999
- zdobywca Pucharu Włoch: 1998
- zdobywca Superpucharu Włoch: 1999

Foroni Verona
- mistrz Włoch: 2003, 2004
- zdobywca Pucharu Włoch: 2002
- zdobywca Superpucharu Włoch: 2002

Torres
- zdobywca Pucharu Włoch: 2005

Fiammamonza
- mistrz Włoch: 2006
- zdobywca Superpucharu Włoch: 2006

### Sukcesy indywidualne
- królowa strzelców UEFA Women's Cup: 2004 (10 goli)
- królowa strzelców Mistrzostw Włoch: 2003 (54 goli), 2004 (34 goli)